# سيو ها جون
سيو ها جون هو ممثل كوري جنوبي ولد في 19 سبتمبر 1989.